# Episodi di Goodyear Television Playhouse (quinta stagione)
La quinta stagione della serie televisiva Goodyear Television Playhouse è stata trasmessa in anteprima negli Stati Uniti d'America dalla NBC tra l'11 settembre 1955 e il 9 settembre 1956.
| nº | Titolo originale         | Titolo italiano | Prima TV USA      | Prima TV Italia |
| -- | ------------------------ | --------------- | ----------------- | --------------- |
| 1  | Suit Yourself            |                 | 11 settembre 1955 |                 |
| 2  | The Merry-Go-Round       |                 | 25 settembre 1955 |                 |
| 3  | The Expendable House     |                 | 9 ottobre 1955    |                 |
| 4  | A Patch of Faith         |                 | 22 gennaio 1956   |                 |
| 5  | The Mechanical Heart     |                 | 6 novembre 1955   |                 |
| 6  | One Mummy to Many        |                 | 20 novembre 1955  |                 |
| 7  | The Trees                |                 | 4 dicembre 1955   |                 |
| 8  | Christmas 'til Closing   |                 | 18 dicembre 1955  |                 |
| 9  | Rise Up and Walk         |                 | 1º gennaio 1956   |                 |
| 10 | This Land Is Mine        |                 | 15 gennaio 1956   |                 |
| 11 | Starlet                  |                 | 29 gennaio 1956   |                 |
| 12 | Kyria Katina             |                 | 12 febbraio 1956  |                 |
| 13 | The Terrorists           |                 | 26 febbraio 1956  |                 |
| 14 | Conspiracy of Hearts     |                 | 11 marzo 1956     |                 |
| 15 | Joey                     |                 | 25 marzo 1956     |                 |
| 16 | Footlight Frenzy         |                 | 8 aprile 1956     |                 |
| 17 | Career Girl              |                 | 22 aprile 1956    |                 |
| 18 | The Sentry               |                 | 6 maggio 1956     |                 |
| 19 | In the Days of Our Youth |                 | 20 maggio 1956    |                 |
| 20 | The Primary Colors       |                 | 3 giugno 1956     |                 |
| 21 | Sound the Pipes of Pan   |                 | 17 giugno 1956    |                 |
| 22 | The Film Maker           |                 | 1º luglio 1956    |                 |
| 23 | Country Fair Time        |                 | 15 luglio 1956    |                 |
| 24 | Pencil Sketch            |                 | 29 luglio 1956    |                 |
| 25 | Proud Passage            |                 | 12 agosto 1956    |                 |
| 26 | Grow Up                  |                 | 26 agosto 1956    |                 |
| 27 | Ark of Safety            |                 | 9 settembre 1956  |                 |